# ТЕС Курайя II
ТЕС Курайя II — теплова електростанція на східному узбережжі Саудівської Аравії.
В 2014 – 2015 роках на майданчику станції ввели в дію шість однотипних парогазових блоків чистою потужністю по 655 МВт, у кожному з яких дві газові турбіни потужністю по 231 МВт живлять через відповідну кількість котлів-утилізаторів одну парову турбіну з показником 226 МВт. Паливна ефективність блоків становить 52%.
Як паливо станція використовує природний газ, що надходить по трубопроводу UBTG – Курайя.
Для видалення продуктів згоряння кожен котел-утилізатор має димар заввишки 60 метрів. 
Охолодження відбувається за допомогою морської води, при цьому через мілководдя біля узбережжя, де розташована ТЕС, довелось прокласти водозабірний трубопровід завдовжки 1,4 км.
Видача продукції відбувається по ЛЕП, розрахованій на роботу під напругою 380 кВ.
Проект реалізували через компанію Hajr Electricity Production, власниками якої є Saudi Electricity Company (50%), місцева ACWA Power (17,5%), південнокорейська Samsung (17,5%) і інвестиційний фонд Mena Fund (15%).